# 大分県道601号小挾間大分線
大分県道601号小挾間大分線（おおいたけんどう601ごう おばさまおおいたせん）は、大分県由布市から大分市に至る一般県道である。

## 概要
大分県由布市（旧大分郡庄内町）と大分市南大平寺を結ぶ一般県道である。由布市挾間町経由で大分と別府をつなぐ路線の一部を構成する県道であるが、改良区間と未改良区間の差が激しく、変則3車線から離合不能な完全1車線までの差がある。改良工事により、片側1車線区間および1.5車線区間に拡張されている区間がある。
全線走破し、大分県道52号別府庄内線を利用することで、南大分地区と別府市城島高原の大分県道・熊本県道11号別府一の宮線を最短経路で走行できるが、利用することは少ない。実際は東九州自動車道大分ICへのアクセスや、大分県道51号別府挾間線の鳥越峠・浜脇バイパス方面と大分大学医学部附属病院方面・大分県道207号大分挟間線を経由した、別府市と由布市挾間町・大分市間の国道10号（別大国道）の回避ルートとして利用されることが多い。また、東洋のチロルと評される由布川峡谷へのアクセス路でもある。

### 路線データ
- 起点：大分県由布市庄内町小挾間（大分県道52号別府庄内線交点）
- 終点：大分県大分市南大平寺（大道トンネル南交差点、国道210号交点）

## 路線状況
大分川支流の由布川の最上流である由布川峡谷にある、別府市と由布市庄内町境の南側で、大分県道52号別府庄内線から分岐する。分岐後は離合不能な1車線道路が続く。ところどころ拡張されている部分があるが、その周囲には寺院や集落が見られる。途中に念仏宗 九州本山が見られ、その大伽藍の横、瓦葺の土塀を横に進んでいく。大分県のぞみ園付近から片側1車線区間が始まる。
由布市挟間町赤野では、大分県道51号別府挾間線との重複区間があり、この付近から、路線バスのバス停や団地などが見られる。挾間町北方から、1車線の旧道と片側1車線の新道に分かれ、大分大学医学部付属病院の東端で合流する。合流点からは、大分県道207号大分挟間線に接続している。新道には、大分県道51号別府挾間線浜脇バイパス・鳥越峠方面からの広域農道が接続している。合流後は北進し、大分大学挾間キャンパスの外周と大分川支流の東院川に沿って坂を下り、大分市内に入る。
由布川にかかる由布川橋を渡ったのち、大分県道619号中村別府線の新道・旧道両方の始点があり、右折したのち由布川と東院川が合流して賀来川になる合流点を過ぎて、大分市賀来の新興市街地が出てくる。
JR九州久大本線や大分県道207号大分挟間線、用水路（初瀬井路）と並走しながら、大分自動車道の高架を潜ったのちに、南大分駅付近で片側１車線、荏隈郵便局付近で変則3車線（大分市街地方面2車線）となる。逆Y字型の大道トンネル南交差点で国道210号と合流する。

### 重複区間
- 大分県道51号別府挾間線（由布市挾間町赤野）

## 地理

### 通過する自治体
- 由布市
- 大分市

### 交差する道路
| 交差する道路                        | 市町村名 | 交差する場所 | 交差する場所                |
| ----------------------------------- | -------- | ------------ | --------------------------- |
| 大分県道52号別府庄内線              | 由布市   | 庄内町小挾間 | 起点                        |
| 大分県道51号別府挾間線 重複区間起点 | 由布市   | 挾間町赤野   |                             |
| 大分県道51号別府挾間線 重複区間終点 | 由布市   | 挾間町赤野   |                             |
| 大分県道619号中村別府線             | 大分市   | 中村         |                             |
| 国道210号                           | 大分市   | 南太平寺     | 大道トンネル南交差点 / 終点 |

### 沿線
- 由布川峡谷
- 念仏宗 九州本山
- 大分県のぞみ園
- 由布市立由布川小学校
- 大分大学挾間キャンパス（旧：大分医科大学）
- 大分大学医学部付属病院
- 大分県道207号大分挾間線（医大バイパス）：大分市内の区間で並走する。
- JR九州久大本線
  - 賀来駅 - 南大分駅
- 大分市立城南小学校
- 福徳学院高等学校